# Thenay, Indre
Thenay är en kommun i departementet Indre i regionen Centre-Val de Loire i de centrala delarna av Frankrike. Kommunen ligger i kantonen Saint-Gaultier som tillhör arrondissementet Le Blanc. År 2022 hade Thenay 897 invånare.

## Befolkningsutveckling
Antalet invånare i kommunen Thenay
Referens:INSEE